# 1658 год в России
Царствование: 1645—1676 — Алексея Михайловича

## События
- 1656—1658 — Русско-шведская война. Активные военные действия почти не велись[1].
  - Русско-шведская война позволила Речи Посполитой вернуть часть захваченных шведами земель. Затем поляки нарушили перемирие с Русским государством и в союзе с крымским ханом возобновили военные действия[1].
- Февраль — гетман И.Е. Выговский заключил союз с крымским ханом Мехмедом IV Гиреем против Русского государства приняв его покровительство[2].
- Май — И.Е. Выговский в союзе с крымскими татарами разбил под Полтавой силы полтавского полковника М. Пушкаря и кошевого атамана Запорожской Сечи Я. Барабаша. Отдал Полтаву и Миргород на разграбление крымским татарам (что положило начало междоусобице, названной в украинской историографии "Руина")[3].
- Май—октябрь — переговоры о мире с послами Речи Посполитой в Вильно с русскими послами Одоевским Никитой Ивановичем и Волконским Фёдором Фёдоровичем[4].
- И.Е. Выговский, придерживаясь анти русской ориентации, вёл переговоры с султаном Мехмедом IV о передаче Левобережной Украины под власть Османской империи[3].
- Июнь — монастырский собор Соловецкого монастыря отказался принять исправленный по реформе Никона новый Служебник 1655 года (попал на Соловки в конце 1657 года). Различные попытки церковных и светских властей добиться от братии следованиям реформе не дали результатов, что привело к Соловецкому восстанию (1667-1676 годов)[5].
- 30 июня — на Амуре потерпел поражение русский отряд Онуфрия Степанова, разгромленный китайским флотом[6].
- 6 (16) июля — Хитрово Богдан Матвеевич, на торжественной встрече грузинского царевича Теймураза Давыдовича ударил и оскорбил патриаршего стряпчего князя Д.Ф. Мещерского, что усугубило конфликт царя и патриарха Никона, который вскоре оставил патриарший стол[7].
- 10 (20) июля — патриарх Никон оставил кафедру и, не отказавшись от патриаршего сана, при объявлении о его удалении от царского двора, удалился в Воскресенский (Новоиерусалимский) монастырь[6][8]. Управление текущими делами в столице передано митрополиту Крутицкому Питириму[9].
- 1654—1667 — Русско-польская война[10].
  - 22 августа — армия брата украинского гетмана Данилы Выговского из казаков и крымских татар осадила русский гарнизон Киева[10].
  - 16 сентября — подписание гетманом Иваном Выговским в Гадяче секретного договора с Польшей: треть Украины в статусе великого княжества Русского должна войти в Речь Посполитую на тех же правах, что и Литва; отмена Брест-Литовской унии и преследований православных[9].
  - Юрий Богданович Хмельницкий после подписания Гадяческого договора с Речью Посполитой возглавил оппозицию гетману И.Е. Выговскому[11].
  - В результате выступления казаков гетман Выговский был низложен[12].
  - 28 октября (7 ноября) — 10 (20) февраля 1659 — русский гарнизон Ковно выдержал осаду польско-литовского корпуса[12].
  - 11 (21) октября — русское войско под командованием Ю.А. Долгорукова близ села Верки (ныне в черте г. Вильнюс) разбили армию польского гетмана В. Гонсевского[12].
  - Октябрь 1658—апрель 1659 — началась осада Мстиславля[13][12].
  - Осень — крымский хан Мехмед IV отказался от очередного русско-крымского посольского размена[2].
  - 1658—1659 — в Москву прибыло посольство Донского войска для получения царского жалования. Одним из его членов был Степан Тимофеевич Разин[14].
  - Иванов Ларион Иванович послан царским гонцом в Речь Посполитую[15].
- 16 сентября — Гадячский договор. Соглашение, заключенное под городом Гадяч по инициативе малороссийского гетмана Ивана Выговского между Речью Посполитой и Гетманщиной, предусматривающее вхождение последней в состав Речи Посполитой под названием «Великого Княжества Русского» как третьего равноправного члена двусторонней унии Польши и Литвы[16].
- 27 ноября — родилась царевна Екатерина (1658—1718), седьмой ребёнок и пятая дочь царя; проживёт незамужней[17].
- Зима 1658/1659 — русские войска оставили Минск[12].
- 20 (30) декабря — не имея сил вести войны на два фронта, близ Нарвы в деревне Валиесар подписано перемирие со Швецией на три года. Россия получила города Кокенгаузен, Дерпт, Мариенбург и Сыренск[1][6]
- Учреждён Тайный приказ, или Приказ тайных дел[6].
- Пожалован чином Думный дворянин: Ордин-Нащокин Афанасий Лаврентьевич (одновременно пожалован титулом наместника Шацкого)[18].
- Пожалованы окольничеством: Волынский Василий Семёнович, Милославский Иван Михайлович, Пожарский Иван Дмитриевич, Лобанов-Ростовский Ник. Иванович[19].
- Местничество:
  - Шереметев Пётр Васильевич, Волконский Фёдор Фёдорович против Одоевский Никита Иванович[20].
  - Хрущов Тимофей Устинович и Ляпунов Лев Прокофьевич[20].
  - Лихарев Василий Никитич и Ляпунов Лев Прокофьевич[20].
  - Солнцев Андрей Михайлович и Куракин Григорий Семёнович[20].
  - Лобанов-Ростовский Александр Иванович и Лихарев Василий Никитич[20].
  - Ляпунов Лука Владимирович и Козловский Григорий Афанасьевич[20].
  - Козловский Григорий Афанасьевич и Лобанов-Ростовский Иван Иванович[20].
  - Ромодановский Григорий Григорьевич и Куракин Фёдор Фёдорович (1658-1659)[20].
  - Плещеев Иван Дмитриевич, Плещеев Андрей Дмитриевич, Плещеев Фёдор Иванович, Барятинский Фёдор Никитич против Долгорукий Фёдор Иванович Чертёнок (1658-1659)[20].
  - Городовые дворяне: каширяне, рязанцы, туляне, коломничи против Скуратова Петра Дмитриевича[20].

## Землепроходцы
- Экспедиция Семёна Дежнёва[21].
- 1658—1661 — Камчатой Иван первым достиг берегов Карагинского залива Берингова моря на Камчатке. Вместе с Чукичевым Ф.А. они стали первооткрывателями внутренних районов полуострова Камчатка[22].

## Города и поселения
- Тара сильно пострадала от пожара[23].
- Восстановлен казаками Пашкова Афанасием Филипповичем, сожжённый в 1656 году эвенками под предводительством князя Гантимура, Шилкский острожек (сов. г. Нерчинск)[24].
- Фроловские ворота Московского кремля переименованы в Спасские ворота[25].

## Руководители приказов
| Года      | Приказ             | Ф,И,О главы                 | Примечания            |
| --------- | ------------------ | --------------------------- | --------------------- |
| 1652—1664 | Новая четверть     | Хитрово Богдан Матвеевич    | Первый в 1652-1653    |
| 1654—1680 | Оружейная палата   | Хитрово Богдан Матвеевич    |                       |
| 1658—1666 | Ствольный приказ   | Хитрово Богдан Матвеевич    |                       |
| 1656-1664 | Большого дворца    | Ртищев Фёдор Михайлович     |                       |
| 1658      | Тайных дел         | Ртищев Фёдор Михайлович     |                       |
| 1658-1659 | Лифляндских дел    | Ртищев Фёдор Михайлович     |                       |
| 1648-1665 | Стрелецкий приказ  | Милославский Илья Данилович | Боярин                |
| 1648-1666 | Большой казны      | Милославский Илья Данилович | Боярин                |
| 1649-1666 | Иноземский приказ  | Милославский Илья Данилович | Боярин                |
| 1649-1667 | Аптекарский приказ | Милославский Илья Данилович | Боярин                |
| 1650-1658 | Рейтарский приказ  | Милославский Илья Данилович | Боярин                |
| 1656-1666 | Счётный приказ     | Милославский Илья Данилович | Боярин                |
| 1658      | Ствольный приказ   | Милославский Илья Данилович | Боярин                |
| 1653-1667 | Посольский приказ  | Иванов Алмаз Иванович       |                       |
| 1654-1669 | Печатный приказ    | Иванов Алмаз Иванович       |                       |
| 1656-1661 | Пушкарский приказ  | Долгоруков Юрий Алексеевич  | Первый раз: 1650-1654 |
| 1630-1661 | Разрядный приказ   | Гавренёв Иван Афанасьевич   | Окольничий            |
| 1565-1664 | Тайных дел         | Башмаков Дементий Минич     |                       |

## Воеводы[31]
| Года      | Город         | Ф,И,О воеводы                      | Примечания        |
| --------- | ------------- | ---------------------------------- | ----------------- |
| 1656-1661 | Албазин       | Пашковы: Афанасий и Еремей         |                   |
| 1655-1658 | Астрахань     | Ромодановский Василий Григорьевич  | Боярин            |
| 1658-1660 | Астрахань     | Львов Дмитрий Петрович             | Боярин            |
| 1658      | Ахтырка       | Телегин Максим                     |                   |
| 1658      | Борисов       | Лукин Иван                         |                   |
| 1658      | Борисов       | Нарбеков Фёдор Савич               |                   |
| 1658-1659 | Царёв-Борисов | Киреев Роман                       |                   |
| 1658-1659 | Брянск        | Годунов Пётр Иванович              | Стольник          |
| 1658      | Белая церковь | Львов                              |                   |
| 1658      | Белгород      | Хилков Андрей Иванович             | Стольник          |
| 1658      | Белгород      | Ромодановский Григорий Григорьевич | Первый раз в 1656 |

## Родились
- Царевна Екатерина Алексеевна (27 ноября 1658 — 1 мая 1718) — дочь Алексея Михайловича и Марии Милославской[17].
- Казанцев, Александр Иванович — муромский иконописец.
- Племянников, Григорий Андреевич (1658 — 7 мая 1713, Санкт-Петербург) — стольник Петра I, один из первых сенаторов Российской империи.

## Умерли
- Лобанов-Ростовский, Никита Иванович (ум. 1658) — стольник, чашник, воевода и окольничий.
- Степанов, Онуфрий (? — 30 июня 1658) — «служилый человек», сибирский казак, исследователь реки Амур.